# Myoxanthus seidelii
Myoxanthus seidelii é uma espécie de orquídea (Orchidaceae) originária do Brasil.